# Tölgyszéky Papp Gyuláné
Tölgyszéky Papp Gyuláné Stark Anna (Kelebia, 1941. november 4. – 2022. december 4.) Apáczai Csere János-díjas, öt szakon végzett magyar gyógypedagógus, közoktatási szakértő és egyetemi oktató. Rendkívül széles látókörű, innovatív gyógypedagógus, több tankönyvet is írt, sokéves igazgatói munkája során rendkívül gazdag tapasztalatot szerzett, emellett elhivatottan vállalta fel a különböző gyógypedagógiai szerepeket.

## Iskolái
Középfokú tanulmányait Szegeden végezte a József Attila Tudományegyetem Gyakorló Iskolájában. Az itt eltöltött évek alatt sok nehézséggel találkozott, ugyanakkor a felkészült tantestület, az igényes oktatás megalapozták a pályafutását. Egy – az osztályfőnöke által szervezett Soňa Valentová, szegedi Siketek Intézetében tett látogatás hozta meg számára a végső elhatározást, miszerint ő gyógypedagógus szeretne lenni. Ez a látogatás rendkívül nagy élményt jelentett számára, és rögtön érezte, hogy itt a helye, megtalálta azt, amivel szeretne később foglalkozni. 
Édesanyja gyógyszerésznek szerette volna lányát, a gyógypedagógusi pályaválasztásban osztályfőnöke támogatta a legkitartóbban. A sikeres felvételi után a Bethlen-téri Gyógypedagógiai Tanárképző Főiskolán kezdte meg tanulmányait, ahol később az akkor létező öt szakirányt, szurdopedagógia, tiflopedagógia, logopédia, szomatopedagógia, oligofrénia, elvégezte. Tanárai voltak többek között: dr. Kanizsai Dezső, Illyés Gyuláné Kozmutza Flóra, dr. Pethő András, Gordosné dr. Szabó Anna, dr. Palotás Gábor, dr. Lányi Miklósné. Később az Eötvös Loránd Tudományegyetemen a pedagógiai és nevelésszociológiai szakot is elvégezte.

## Munkássága
Miután főiskolai tanulmányait befejezte, pályakezdő fiatal gyógypedagógusként állami gondozott és családból érkező gyermekek bentlakásos gyógypedagógiai intézményében – Vecsésen – kapott állást. Itt tíz évig dolgozott gyógypedagógiai tanárként és igazgatóhelyettesként. Családi okok miatt váltott munkahelyet, és a nagy múltú Miklós téri gyógypedagógiai intézetben öt éven át gyakorlatvezető tanári feladatot látott el a Bárczi Gusztáv Gyógypedagógiai Tanárképző Főiskola felkérésére. 1980-ban a főiskola főigazgatója, Gordosné dr. Szabó Anna, igazgatói feladat ellátására kérte fel az újonnan létesült gyakorló intézményben. Örömmel elvállalta a feladatot, bár tudta, hogy rengeteg munkával fog járni a gyakorlóiskola működésének megszervezése. 
A VI. és a VII. kerületi gyógypedagógiai intézetek rövidesen megszűntek, így az ott tanuló gyerekek a gyakorlóiskolába kerültek át. Az új álláshelyek betöltése és a gyakorlatvezető feladatok ellátására a főiskola országos pályázatot hirdetett meg. Az igazgatónak 10 hónapja volt arra, hogy körültekintően kiválogassa a gyakorlóintézet tanárait. A kiválóan felkészült, elkötelezett, korszerű szemléletű, gyermekközpontú nevelőtestület hamarosan országos elismerést nyert. 1983-ban megtisztelő felkérést kapott a Művelődési és Közoktatási Minisztertől tankönyvírásra, amelyet örömmel elfogadott. Az aktív tankönyvírás két évtizedig tartott, főleg környezetismeret, természetismeret és földrajz tankönyvek készültek alsó és felső tagozatos tanulóknak. Miniszteri felkérésre részt vett A sajátos nevelési igényű gyermekek óvodai nevelési irányelve, és A sajátos nevelési igényű tanulók tantervi irányelve című dokumentum alkotásában (1996-1997, 2004-2005). A kerettanterv bizottsági munkájába is bekapcsolódott (2000-ben és 2005-ben is), tantárgyi tanterveket írt és koordinált.

## Társadalmi szerepei
Számos társadalmi, szakmai szerepet is vállalt. Alapító tagja volt az Értelmi Fogyatékosok Országos Érdekvédelmi Szervezetének, és szakmai elnöki feladatot is ellátott 17 éven át. A Magyar Gyógypedagógusok Egyesületének elnöki tagja és szakmai titkára volt 15 évig. Huszonhat éve folyamatosan részt vett a főiskolai hallgatók oktatásában (nappali és levelező tagozaton), valamint 2003-tól a pedagógus-továbbképzés keretében a gyógypedagógus szakvizsgára felkészítő szakirányú továbbképzésben.

## Művei

### A Nemzeti Tankönyvkiadónál megjelent könyvei
- - Bernáthné Nagy Ágnes- Mátrai Józsefné, Tálas József (Tölgyszéky Papp Gyuláné alkotószerk.) (2003): Gyakorlólapok a készségszintű számolás fejlesztéséhez 1.: Fejlesztő munkalapok. Nemzeti Tankönyvkiadó, Budapest
  - Mátrai Józsefné (Tölgyszéky Papp Gyuláné alkotószerk.): Gyakorlólapok a törtek tanításához: Fejlesztő munkalapok. Nemzeti Tankönyvkiadó, Budapest
  - Tölgyszéki Papp Gyuláné (1993): Környezetismeret az általános iskola 5. osztálya számára. Nemzeti Tankönyvkiadó, Budapest
  - Tölgyszéky Papp Gyuláné (2005): Környezetismereti munkatankönyv az általános iskola 4. osztálya számára. Nemzeti Tankönyvkiadó, Budapest
  - Tölgyszéky Papp Gyuláné (2005): Környezetismereti olvasókönyv az általános iskola 4. osztálya számára. Nemzeti Tankönyvkiadó, Budapest
  - Tölgyszéky Papp, Gyuláné (2004): Környezetismereti munkatankönyv az általános iskola 3. osztálya számára. Nemzeti Tankönyvkiadó, Budapest
  - Tölgyszéky Papp Gyuláné (2006): Környezetismereti olvasókönyv az általános iskola 3. osztálya számára. Nemzeti Tankönyvkiadó, Budapest
  - Tölgyszéki Papp Gyuláné (2007): Földrajz az általános iskola 6. osztálya számára. Nemzeti Tankönyvkiadó, Budapest
  - Tölgyszéky Papp Gyuláné (2008): Földrajz az általános iskola 7. osztálya számára. Nemzeti Tankönyvkiadó, Budapest
  - Tölgyszéky Papp Gyuláné (2003): Földrajz: 7. Feladatlapok az általános iskola 7. osztálya számára. Nemzeti Tankönyvkiadó, Budapest
  - Tölgyszéki Papp Gyuláné (2005): Földrajz az általános iskola 8. osztálya számára. Nemzeti Tankönyvkiadó, Budapest
  - Tölgyszéki Papp Gyuláné (2005): Földrajz 8.: feladatlapok az általános iskola 8. osztálya számára. Nemzeti Tankönyvkiadó, Budapest
  - Tölgyszéky Papp Gyuláné (1996) (szerk.): Társadalmi ismeretek I.: A magyar nép története a honfoglalástól a nemzeti megújulásig, Nemzeti Tankönyvkiadó, Budapest
  - Tölgyszéky Papp Gyuláné (1996): Társadalmi ismeretek II.: A magyar nép története a nemzeti megújulástól napjainkig. Nemzeti tankönyvkiadó, Budapest
  - Tölgyszéky Papp Gyuláné (1998) (alkotószerk.): A magyar nyelv világa. Nemzeti Tankönyvkiadó, Budapest
  - Tölgyszéky Papp Gyuláné (1998): Önismeret és környezetismeret kisiskolásoknak az általános iskola 1-2. osztálya számára. Nemzeti Tankönyvkiadó, Budapest
  - Tölgyszéky Papp Gyuláné (1999): Természeti ismeretek az általános iskola 6. osztálya számára, Nemzeti Tankönyvkiadó, Budapest
  - Tölgyszéky Papp, Gyuláné (2001): Természetismeret az általános iskola 5. osztálya számára. Nemzeti Tankönyvkiadó, Budapest
  - Tölgyszéky Papp, Gyuláné (2001): Természetismeret az általános iskola 6. osztálya számára. Nemzeti Tankönyvkiadó, Budapest
  - Tölgyszéki Papp Gyuláné (2002): Természetismereti munkatankönyv: az általános iskola 3.-4. osztálya számára. Nemzeti Tankönyvkiadó, Budapest
  - Tölgyszéky Papp, Gyuláné (2002): Természetismereti olvasókönyv az általános iskola 3-4. osztálya számára. Nemzeti Tankönyvkiadó, Budapest

### Tankönyvkiadó által megjelent könyvei
- - Tölgyszéky Papp Gyuláné (1986): Természeti ismeretek a kisegítő iskola 6. osztálya számára. Tankönyvkiadó, Budapest
  - Tölgyszéky Papp, Gyuláné (1985): Környezetismeret a kisegítő iskola 5. osztálya számára. Tankönyvkiadó, Budapest
  - Tölgyszéky Papp Gyuláné (1985): Környezetismeret. Tankönyvkiadó, Budapest
  - Tölgyszéky Papp Gyuláné (1994): Földrajz: az általános iskola 8. osztálya számára. Tankönyvkiadó Budapest
  - Tölgyszéky Papp Gyuláné (1989): Környezetismeret az általános iskola 5. osztálya számára. Tankönyvkiadó, Budapest

### Egyéb tankönyvei
- - Hámor Jánosné- Tölgyszéky Papp Gyuláné (2004): Irodalmi szöveggyűjtemény I. 5-6. osztályosoknak. Konsept-H Kiadó, Piliscsaba
  - Hámor Jánosné- Tölgyszéky Papp, Gyuláné (1999): Irodalmi szöveggyűjtemény II.:7-10. osztályosoknak. Konsept-H Kiadó, Piliscsaba

### Tantervek, tanítási segédletek, útmutatók
- - Tölgyszéky Papp Gyuláné (1986): Természeti ismeretek a kisegítő iskolában: Útmutató a kisegítő iskola nevelési és oktatási terve természeti ismeretek tantárgy 6-8. osztályos anyagához. OPI, Budapest
  - Kereszturiné Perjés, Ildikó- Tölgyszéky Papp, Gyuláné (1992): A földrajz tanítása az enyhén értelmi fogyatékosok általános iskoláiban. Tankönyvkiadó, Budapest
  - Tölgyszéky Papp Gyuláné (1997): Földünk és környezetünk: helyi tanterv leírása az enyhén értelmi fogyatékos tanulók 7-10. évfolyama számára. Nemzeti Tankönyvkiadó, Budapest
  - Tölgyszéky Papp Gyuláné (1997): Életvitel és gyakorlati ismeretek: helyi tanterv leírása az enyhén értelmi fogyatékos tanulók 1-10. évfolyama számára. Nemzeti Tankönyvkiadó, Budapest
  - Tölgyszéky Papp Gyuláné (sorozatszerk. Mesterházy Zsuzsa) (1999): A tantervtől a tanítási óráig 1. Életvitel és gyakorlati ismeretek.
  - Tölgyszéky Papp Gyuláné- Papházy Éva (sorozatszerk. Mesterházy Zsuzsa) (1999): A tantervtől a tanítási óráig 2. Ember és természet, Földünk és környezetünk
  - Tölgyszéky Papp Gyuláné (1995): Képességfejlesztő technikák és eljárások az anyanyelv tanításában. ELTE- BGGYFK, Budapest
  - Kereszturiné Perjés Ildikó- Tölgyszéky Papp Gyuláné (1990): A földrajz tanítása az enyhén értelmi fogyatékosok általános iskoláiban. Tankönyvkiadó, Budapest
  - Tölgyszéky Papp Gyuláné (1989): Segédanyag a technika tantárgypedagógiájához és a technika tantárgy tanításához. BGGYTF Oligrofénped. Tansz., Budapest
  - Tölgyszéky Papp Gyuláné (alkotószerk.) (1998): Átmeneti tanterv az enyhén értelmi fogyatékos tanulók neveléséhez. Konsept-H Kiadó, Piliscsaba
  - Tölgyszéky Papp, Gyuláné (1986): A problémamegoldó gondolkodásra nevelés néhány módszertani kérdése a kisegítő iskolában, az új nevelési-oktatási terv tükrében. Magyar Gyógypedagógusok Egyesülete, Budapest
  - Tölgyszéky Papp Gyuláné (szerk.) (2001): A tanulási nehézségek kezelése: kézikönyv a habilitációs programcsomag használatához. Logopédia, Budapest

### Egyéb írásai
- - Tölgyszéky Papp, Gyuláné (2004): Egy kibontakozó új iskolamodell a gyógypedagógiai intézményrendszerben In.: Gordosné Szabó Anna (szerk): Gyógyító pedagógia. Medicina, Budapest
  - Tölgyszéky Papp Gyuláné (2001): Az iskolai autonómia lehetséges formái az új tartalmi szabályozás keretében. In.: Ettlinger Zsuzsanna- Táp Ferencné- Földes Tamás (szerk.): Az oktatás autonómiája – autonómia az oktatásban.?! : Országos szakmai konferencia Sopron : 2001. március 29-31. Fogjuk a kezed Egyesület, Sopron
  - Tölgyszéky Papp, Gyuláné (1994): Visszatekintés a Bárczi Gusztáv Gyógypedagógiai Tanárképző Főiskola Gyakorló Általános Iskolájának tízéves szakmai munkájára. Nemzeti Tankönyvkiadó, Budapest
  - Tölgyszéki-Papp Gyuláné (szerk.) (1994): "Így is lehet...":Válogatás a Bárczi Gusztáv Gyógypedagógiai Tanárképző Főiskola Gyakorló Általános Iskolája szakmai műhelymunkáiból. Nemzeti Tankönyvkiadó, Budapest

### Iskola-elemekből sorozat
- - Tölgyszéky Papp Gyuláné: Pedagógiai program: Egy iskola pedagógiai programjának modellje. Nemzeti Tankönyvkiadó, Budapest (1. füzet)
  - Tölgyszéky Papp Gyuláné (1996): Helyi tanterv: Egy iskola helyi tantervének modellje. Nemzeti Tankönyvkiadó, Budapest (2. füzet)
  - Tölgyszéky Papp Gyuláné: Életvitel és gyakorlati ismeretek: Helyi tanterv leírása az enyhén értelmi fogyatékos tanulók 1-10. évfolyama számára. Nemzeti Tankönyvkiadó, Budapest (4. füzet)
  - Tölgyszéky Papp Gyuláné- Papházy Éva: Ember és természet, Földünk és környezetünk: Helyi tanterv leírása az enyhén értelmi fogyatékos tanulók 1-10. évfolyama számára. Nemzeti Tankönyvkiadó, Budapest (5. füzet)

## Kitüntetései, díjai, elismerései
- Kiváló Munkáért kitüntetés – 1985
- Frim Jakab emlékérem arany fokozat – 1987
- Bárczi Gusztáv emlékérem – 1995
- Éltes Mátyás-díj – 1992
- A Népjóléti Miniszter díszoklevele – 1997
- Apáczai Csere János-díj – 2001
- „Érdemes tankönyvíró” kitüntető cím – 2009